# Lézeres nyomtató

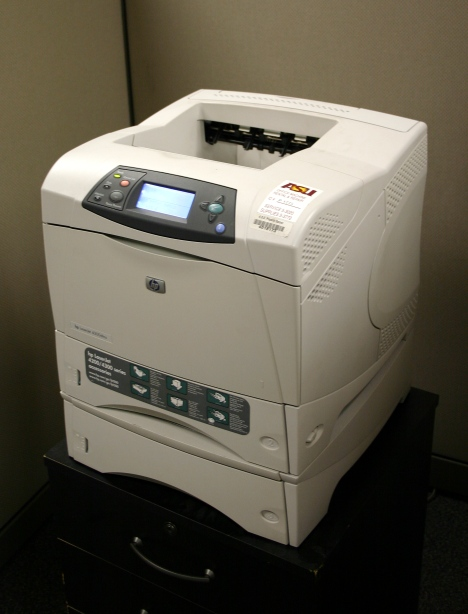
HP márkájú lézeres nyomtató

A lézeres nyomtató por alapú festéket használ, amit a lézerrel elektromosan feltöltött „fényhenger” visz át a papírra. Ez a kép azonban még letörölhető lenne, ezért fixálni kell, ami ebben az esetben hővel történik. A papírt és a festéket felhevíti, a por megolvad és a papír felületére ragad.  
Ezekkel a nyomtatókkal élénk színű, magas fényű, kontúros nyomatok hozhatók létre. Normál papíron a színes nyomat szebb lehet, mint  a tintasugaras nyomtatóé, viszont fotópapírra nem készít olyan szép képet. Ennek az oka, hogy kevesebb árnyalatot képes létrehozni. A3-as méret felett nem jellemző a használata. A normál mono A4-es méretű nyomatok piacát jelenleg nagy fölénnyel uralja.

## Története
Működési elve a Xerox cég 1971-es fénymásolójának működési elvén alapszik. Az első lézernyomtatót Gary Starkweather, a  Xerox kutatója készítette, egy fénymásoló átalakításával. Az első hivatalos lézeres nyomtatót az IBM készítette el, mely a 3800-as modell volt. Az első, számítógéppel használható változat – a Xerox  Star  8010 – 1977-ben készült el. Ez azonban még nagyon drága volt, így csak néhány cég és kutatóintézet számára volt elérhető, azonban a személyi számítógépek elterjedésével megnövekedett az igény a mindenki számára elérhető olcsó eszközök iránt. Ez 1984-ben következett be a HP Laserjet 8ppm formájában, mely Canon belsővel és HP szoftverrel működött. Innentől kezdve sok cég kezdett lézeres nyomtató fejlesztésébe.